# In L. Calpurnium Pisonem
In L. Calpurnium Pisonem (vollständig auf Lateinisch: IN L. CALPVRNIVM PISONEM ORATIO; deutsch „Rede gegen Lucius Calpurnius Piso“) ist eine Invektivrede des römischen Politikers und Redners Cicero, die sich gegen Lucius Calpurnius Piso Caesoninus richtet. In ihr vergleicht sich Cicero in starkem Eigenlob mit Piso und kritisiert dessen Konsulat im Jahr 58 v. Chr. und seine Statthalterschaft in Makedonien scharf. Dies geschieht in der antiken Tradition der sogenannten Invektive. Die Rede wurde im Jahr 55 v. Chr. von Cicero vor dem Senat gehalten, wahrscheinlich im Jahr darauf in ausgearbeiteter Form verschriftlicht und veröffentlicht.

## Vorgeschichte
L. Calpurnius Piso war 58 v. Chr. Konsul. Im gleichen Jahr war Clodius, Ciceros politischer Widersacher, Volkstribun. Da Piso sich weigerte, Cicero gegen seinen Feind Clodius zu unterstützen, zog er sich Ciceros persönliche Feindschaft zu. Nach seinem Konsulat bekleidete Piso bis 55 v. Chr. die Statthalterschaft der Provinz Macedonia, die ihm Clodius übertragen hatte. Auf diese Weise bedankte sich Clodius bei Piso, dass er Cicero nicht unterstützt hatte. Cicero selbst war, um den Anfeindungen des Clodius aus dem Weg zu gehen, von März 58 v. Chr. bis August 57 v. Chr. in die Verbannung gegangen.
Nach Pisos Rückkehr nach Rom im Jahr 55 v. Chr. kam es im Senat nun wieder zu unmittelbaren Begegnungen der beiden Kontrahenten. Auf der einen Seite griff Piso Cicero an, er sei an seiner vorzeitigen Absetzung als Statthalter von Makedonien schuld, da er ihn in seiner Rede De provinciis consularibus verleumdet habe. Auf der anderen Seite holt Cicero in seiner Rede In Pisonem zum Gegenschlag aus: Er kritisiert nicht nur seine politische Tätigkeit, sondern seine ganze Person in teils sehr harschem Ton. 
Cicero hielt die Rede im Senat, arbeitete die Rede aber wohl erst ein Jahr später aus. Ein Vortrag entlang des heute vorliegenden Textes hätte ungefähr zwei Stunden gedauert, ein für eine mündliche Replik vor den Senatoren unüblich langes Zeitfenster.
Die Invektive In Pisonem ist damit keine Invektive in absentem, die Cicero schon zuvor verfasst hat, wie zum Beispiel die Rede Post reditum in senatu. In dieser Rede geht er auf Gabinius und Piso gleichermaßen ein und macht diese verantwortlich für seine Verbannung; er spricht Piso direkt an, obwohl dieser sich außer Landes befindet – in seiner Provinz Makedonien. 
Die Invektive In Pisonem reiht sich in Ciceros Reden gegen seine politischen Gegner nach seiner Rückkehr aus dem Exil ein. So schrieb er die Reden Post reditum in senatu, De domo sua, Pro Sestio, De haruspicum responso, De provinciis consularibus und Pro Plancio. 

## Rede: Erhaltungszustand, Aufbau und Inhalt
Die Rede gegen Piso ist nicht ganz erhalten. So fehlt der Beginn, der damit im Unklaren bleibt. Durch Zitate kann man den Inhalt in etwa nachvollziehen; Cicero geht darauf ein, dass Piso aus seiner Provinz zurückgekehrt, von schlechtem Charakter und als Sohn einer Gallierin von barbarischer Abstammung sei. 
Die erhaltene Rede wurde von Cicero durch das Abhandeln von Kritikpunkten gegliedert.

### Gegenüberstellung von Cicero und Piso (1–63)
In jedem Abschnitt der Rede stellt sich Cicero erst selbst in gutem Licht dar. Dies fungiert als Kontrastfolie vor den Untaten des Piso, die darauf geschildert werden. Cicero geht bei seiner Kontrastierung auf ihren cursus honorum, ihr Konsulat, ihren Aufenthalt im Ausland und auf ihre Rückkehr ein.

#### Ämterlaufbahn (cursus honorum) (1–3)
Cicero meint, er habe als Ritter und homo novus die Ämterlaufbahn nur dank seiner hohen Fähigkeiten als Politiker absolviert, während Piso – mangels eigener Qualitäten – auf seine hohe Abkunft aus der gens Calpurnia angewiesen gewesen sei.

#### Konsulat (4–30)
Cicero feiert sich selbst als Retter der Republik vor den Catilinariern.
Dann wirft er Piso Maßnahmen vor, die seiner Meinung nach für den Verfall der Republik stehen: Erstens habe er das Älische und Fufische Gesetz (leges Aelia et Fufia) aufgehoben (dies waren Gesetze, die es ermöglicht hatten, Verfahren in Volksversammlungen zu verhindern oder nachträglich für ungültig zu erklären.). Zweitens habe er beim aurelischen Tribunal Sklaven „ausgehoben“. Ferner habe er den Tempel der Castoren als Waffenlager missbraucht und entweiht. Piso habe viertens im flaminischen Zirkus eine Versammlung anberaumt. 

#### Abwesenheit in der Fremde (33–50)
Nach einem kurzen Abschnitt (31–33) über ihre Abfahrt in die Fremde verliert sich Cicero in allgemeinen Verleumdungen Pisos ohne konkreten Sachbezug. 

#### Rückkehr (51–63)
Cicero beschreibt Pisos Rückkehr als kläglich und lächerlich, um sodann Piso als Philosophen zu verunglimpfen. Als für sich selbst lebender Epikureer mache er sich nichts aus der Ehre eines Triumphs, dies ganz im Kontrast zu seinem eigenen Schwiegersohn Cäsar, der im Sinne des politikbeflissenen, eher stoisch denkenden Cicero, militärische und politische Ehren verfolgt.

### Angriffe gegen Pisos Epikureertum (64–72)
Piso sei nach Cicero ein der Sinnlichkeit frönender Mann, dem die Freuden des Bauches über alles gingen (64–67). Er wisse genau von seinen freizügigen Festen und Gelagen in seiner prächtigen Villa (möglicherweise ist mit diesem Haus die Villa dei Papiri in Herculaneum gemeint). Dort habe ihn ein Lehrer (wahrscheinlich ist mit diesem Lehrer Philodemos von Gadara gemeint) im Epikureismus unterwiesen. Allerdings habe er die epikureische Lehre von der gemäßigten Lust nicht verstanden, sondern als Zubilligung für die gröbste Form der Zügellosigkeit missdeutet (68–72).

### Widerlegung zweier Vorwürfe Pisos (72–94)
Cicero geht im Schlussteil auf zwei Vorwürfe Pisos ein und versucht, sie zu widerlegen. Der erste Vorwurf besteht darin, dass eigentlich gar nicht Piso und Clodius an Ciceros Verbannung schuld waren, sondern Cäsar und Pompeius. Nur aus Feigheit und Opportunität wende er sich nicht gegen die Hauptschuldigen, sondern gegen die vergleichsweise kleinen Politiker, in diesem Fall Piso, weil er wisse, dass ihm hieraus kein größerer Schaden erwachsen könne (72–82). Zweitens hielte Piso Cicero vor, er solle, wenn er etwas gegen ihn habe, Anklage gegen ihn erheben und nicht die Bühne des Senats missbrauchen, gegen ihn zu sprechen. Cicero geht darauf ein, indem er Beweismaterial zum Nachweis der Habgier und Grausamkeit Pisos in Makedonien vorlegt und ihm droht, er müsse tatsächlich jeden Tag mit einem Prozess rechnen.

### Schlusswort (95–99)
Cicero endet seine Rede mit einem Urteil über Piso, das diesen niederschmettern soll: Noch bevor überhaupt ein Prozess gegen ihn angestrengt worden sei, sei er präjudiziert, denn sein Leumund sei bereits jetzt derart beschädigt, dass ein mögliches Gerichtsurteil ihn nicht mehr höher bestrafen könne.

## Textbeispiele
"Qui latrones igitur, si quidem vos consules, qui praedones, qui hostes, qui proditores, qui tyranni nominabuntur? Magnum nomen est, magna species, magna dignitas, magna maiestas consulis; non capiunt angustiae pectoris tui, non recipit levitas ista, non egestas animi; non infirmitas ingeni sustinet, non insolentia rerum secundarum tantam personam, tam gravem, tam severam." (Cic. Pis. 24)
"Wer kann denn noch als Räuber gelten, wenn man euch Konsuln nennt, wer als Pirat, als Feind, als Verräter, als Tyrann? Groß ist der Name, groß der Anblick, groß die Würde, groß die Hoheit des Konsuls: das überschreitet die engen Grenzen deines Verstandes, übersteigt deine Nichtigkeit; nicht die Armut deines Geistes, nicht die Schwäche deines Charakters, nicht deine Überheblichkeit im Glück vermag eine Rolle von solchem Gewicht, von solcher Strenge zu meistern."
"O tenebrae, o lutum, o sordes, o paterni generis oblite, materni vix memor! ita nescio quid istuc fractum, humile, demissum, sordidum, inferius etiam est quam ut Mediolanensi praecone, avo tuo, dignum esse videatur." (Cic. Pis. 62)
"Du Schandfleck, du Schmutz, du Kot: deine väterliche Herkunft vergisst du, an die mütterliche kannst du dich kaum erinnern! Irgend etwas ist so gemein an dir, so niedrig, so heruntergekommen und schmutzig, dass es selbst unter dem Niveau dessen bleibt, was vielleicht des Ausrufers von Mailand, deines Großvaters, würdig gewesen wäre." 
(Übersetzungen nach Fuhrmann, 2013)

## Ciceros mögliche Quellen über Pisos Leben als Epikureer
Cicero beruft sich in seiner Rede, wenn er über die Lebensweise Pisos spricht, auf eine Quelle, welche er nicht namentlich nennt. Nach Auskunft des Cicero-Kommentators Asconius Pedianus dürfte es sich bei dieser Quelle um Philodemos von Gadara handeln. Cicero bedient sich der Informationen in Philodemos‘ Gedichten. Tatsächlich wird Piso in den Epigrammen von Philodemos erwähnt, so zum Beispiel im Epigramm Einladung zum Gedenken an Epikur. Darin wird deutlich, dass Piso Epikureer war, jedoch wird nichts weiteres über sein Leben im Epigramm ausgesagt. 

## Nachwirkungen
Piso reagierte mit einer Invektivrede gegen Cicero. Dieser erwiderte nichts mehr – wahrscheinlich um das Interesse der Öffentlichkeit nicht auf Pisos Invektive zu lenken. Ciceros Invektive dürfte dem Ansehen Pisos aber kaum Schaden zugefügt haben – im Jahre 50 v. Chr. wurde er Censor. In literarischer Hinsicht wirkte Cicero durch seine Hasstirade stilbildend auf die Gattung der Invektive.

## Ausgaben und Übersetzungen

### Ausgaben
- Robin G. M. Nisbet: M. Tulli Ciceronis in L. Calpurnium Pisonem oratio. Edited with Text, Introduction, and Commentary. Oxford 1961.
- M. Tullius Cicero. M. Tulli Ciceronis Orationes: Recognovit brevique adnotatione critica instruxit Albertus Curtis Clark. Albert Clark. Oxonii. e Typographeo Clarendoniano. 1909. Scriptorum Classicorum Bibliotheca Oxoniensis. (online verfügbar auf Perseus: Link, mit englischer Übersetzung)

### Übersetzungen
- Manfred Fuhrmann (Hrsg.): Marcus Tullius Cicero: Sämtliche Reden. 4. Auflage. Akademie-Verlag, Berlin 2013, Buch 6